# 窓からコンチワ
『窓からコンチワ』（まどからコンチワ）は、1967年4月1日から同年9月30日までTBS系列局で放送されていたTBS製作のテレビドラマである。ハウス食品工業（現・ハウス食品）の一社提供。全27話。

## 概要
上野駅からバスで10分という場所のある下町を舞台にしたコメディドラマで、そこに住む人々の遠慮の無さ・可笑しみ・活気・善意などを脚本担当の松山善三が描いていた。物語は、この下町に住む幼なじみ同士で麻雀仲間でもある徳念、珍、茂、富士夫の4人の独身男を中心に展開する。
TBSほかでは毎週土曜 19:30 - 20:00 （日本標準時）に放送されていたが、同時間帯に自社製作ドラマ『部長刑事』を放送していた朝日放送では3日遅れでの毎週火曜 19:30 - 20:00 にハウス食品工業の一社提供によるスポンサードネットで放送されていた。
本作で徳念役を演じた大橋巨泉は、その後もこの土曜19:30枠で放送の『こりゃまた結構』や『お笑い頭の体操』に立て続けに出演。1990年3月31日に『クイズダービー』の司会を降板するまで23年にわたってこの時間帯の番組に出演し続けた。

## 出演者
- 大橋巨泉 - 「お蛙寺」の住職の息子・徳念。近所の子供たちを集めて塾を開いている。
- 左とん平 - ラーメン屋「珍々軒」の息子・珍。
- 林家こん平 - そば屋の息子・茂。
- 三遊亭歌奴 - 「神坂豆腐店」の息子・富士夫。
- 三木のり平 - 銭湯「日の出湯」の主人・寅雄。
- 蔵忠芳 - 寅雄の息子・邦男。
- 宗方奈美 - 喫茶店「アムール」の桃子。徳念、珍、茂、富士夫の憧れの女性で、最終話で徳念と結婚式を挙げる。
- 田武謙三 - 徳念の父「お蛙寺」の住職・隆徳。
- 武智豊子 - 珍の母で「珍々軒」の寅。
- 江戸家猫八 - 茂の父でそば屋の寛。
- 有島一郎 - 「古井テーラー」の主人・明。
- 由美かおる - 明の娘・つや子。
- 橋幸夫 - 古本屋「勉強堂」の息子・満。つや子の恋人でもある。
- 小杉義男 - 満の父で「勉強堂」の主人・甲。
- 露原千草 - 満の母で甲の妻・信子。
- 沢田雅美 - 「石山薬局」の娘・万里。
- 山田太郎 - 「神坂豆腐店」の見習い・福島博。
- 柳京子 - 「アムール」の女給・利子
- 榎本美佐江 - 富士夫の初恋の歌手・榎本美佐江（本人役）
- 伴淳三郎 - 杉浦順平。
- ミヤコ蝶々 - ハゲ薬売りの斉藤姫子。
- ほか

## スタッフ
- 脚本：松山善三
- 制作：TBS